# One (album de George Jones et Tammy Wynette)
Pour les articles homonymes, voir One.
Albums de George Jones & Tammy Wynette
George and Tammy Super Hits
(1995) I Lived to Tell It All
(1996)
One est un album des artistes américains de musique country George Jones et Tammy Wynette. Cet album est sorti le 20 juin 1995 sur le label MCA Nashville Records. Cet album est le premier album en duo des deux chanteurs en 15 ans ; il s'avérera également que ce sera le dernier. Il s'agit du dernier album enregistré par Tammy Wynette avant sa mort en 1998.

## Liste des pistes
| No  | Titre                                  | Auteur | Durée |
| --- | -------------------------------------- | ------ | ----- |
| 1.  | One                                    |        | 4:10  |
| 2.  | It's an Old Love Thing                 |        | 2:40  |
| 3.  | Whatever Happened to Us                |        | 4:16  |
| 4.  | Will You Travel Down This Road With Me |        | 3:10  |
| 5.  | (She's Just) An Old Love Turned Memory |        | 3:08  |
| 6.  | If God Met You                         |        | 2:51  |
| 7.  | Just Look What We've Started Again     |        | 3:20  |
| 8.  | Solid as a Rock                        |        | 2:30  |
| 9.  | They're Playing Our Song               |        | 3:08  |
| 10. | All I Have to Offer You Is Me          |        | 3:26  |

## Positions dans les charts
| Chart (1995)                      | Positions |
| --------------------------------- | --------- |
| U.S. Billboard Top Country Albums | 12        |
| U.S. Billboard 200                | 117       |
| Canadian RPM Country Albums       | 23        |